# Ричланд Хилс (Тексас)
Ричланд Хилс (енгл. Richland Hills) град је у америчкој савезној држави Тексас. По попису становништва из 2010. у њему је живело 7.801 становника.

## Демографија
Према попису становништва из 2010. у граду је живело 7.801 становника, што је 331 (4,1%) становника мање него 2000. године.
| Група             | 2000.         | 2010.         |
| Белци             | 6.921 (85,1%) | 5.779 (74,1%) |
| Афроамериканци    | 117 (1,4%)    | 195 (2,5%)    |
| Азијати           | 82 (1,0%)     | 104 (1,3%)    |
| Хиспаноамериканци | 825 (10,1%)   | 1.491 (19,1%) |
| Укупно            | 8.132         | 7.801         |